# Rudolf Franz (Politiker, 1934)
Rudolf Franz (* 23. August 1934 in Berlin; † 6. Oktober 1998 ebenda) war ein deutscher Politiker (CDU) und von 1985 bis 1998 Mitglied des Abgeordnetenhauses von Berlin.
Franz legte 1954 sein Abitur ab und studierte anschließend an der Freien Universität Berlin Medizin. 1960 promovierte er und arbeitete an mehreren Krankenhäusern in Berlin. Nach der Facharztausbildung 1968 ließ er sich als Facharzt für Innere Medizin in Berlin-Mariendorf nieder.
1972 trat Franz der CDU bei. Bei der Berliner Wahl 1979 wurde er in die Bezirksverordnetenversammlung des damaligen Bezirks Tempelhof gewählt. Bei der Wahl 1985 gewann er im Wahlkreis Tempelhof 7 das Direktmandat und zog erstmals in das Berliner Abgeordnetenhaus ein. Bei den darauffolgenden Wahlen gewann er abermals das Direktmandat im neu zugeschnittenen Wahlkreis Tempelhof 5. 
Bereits schwer erkrankt, schied Franz im Januar 1998 aus dem Parlament aus, sein Nachrücker wurde daraufhin Rainer Welz.
Rudolf Franz lebte zuletzt in Berlin-Lichtenrade und gehörte dem Vorstand des dortigen CDU-Ortsverbandes an. Zu seinen engsten politischen Weggefährten gehörte der damalige Tempelhofer Bezirksbürgermeister Wolfgang Krueger.
Rudolf Franz war zeitlebens starker Raucher. Er starb im Oktober 1998 an den Folgen einer Krebserkrankung.